# Ewangeliarz halicki

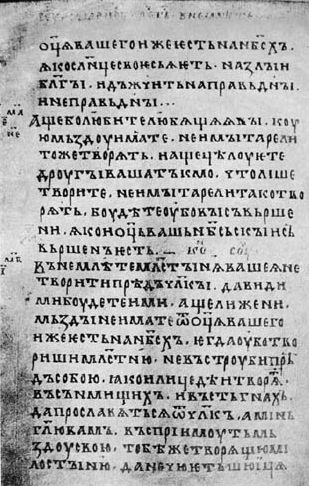
Karta z ewangeliarza

Ewangeliarz halicki – rękopiśmienny staro-cerkiewno-słowiański ewangeliarz, wykonany w 1144 roku, przypuszczalnie na terenie Rusi Halickiej. Znajduje się w zbiorach Państwowego Muzeum Historycznego w Moskwie.
Manuskrypt liczy 260 pergaminowych kart formatu 23×16 mm. Pierwsze 228 kart zawiera tekst czterech ewangelii, z których każda rozpoczyna się ozdobnym inicjałem. Zgodnie z zamieszczoną adnotacją tekst przepisany został przez anonimowego skrybę w okresie między 1 października a 9 listopada 1144 roku. Karty 229-260 dołożone zostały do kodeksu w XIII/XIV wieku; zawierają synaksarion i kalendarz. 
Pełny tekst zabytku opublikował w latach 1882-1883 archimandryta Amfilochiusz w trzytomowej pracy Четвероевангелие Галичское 1144 г., сличенное с древнеславянскими рукописными Евангелиями XI—XVII вв. и печатными: Острожским 1576 г. и Киевским 1788 г. с греческим евангельским текстом 635 г. W warstwie językowej charakterystyczne jest m.in. zmieszanie liter Ѧ z Я, brak jusu dużego (Ѫ), pełnogłos,  niekiedy opuszczanie końcówki -mъ w 3 sing. praes. czasownika.
Dzieje kodeksu są trudne do odtworzenia. W 1576 roku znajdował się w soborze katedralnym w Haliczu, o czym zaświadcza notatka sporządzona przez biskupa Gedeona. W następnym wieku znalazł się na terenie Mołdawii, a później w niejasnych okolicznościach trafił do Moskwy, gdzie poświadczony jest od 1699 roku. W 1786 roku został włączony do zbiorów moskiewskiej Biblioteki Synodalnej, a od 1920 roku jest własnością Państwowego Muzeum Historycznego.